# Aeroportul Regional Owensboro-Daviess County
Aeroportul Regional Owensboro-Daviess County (IATA: OWB, ICAO: KOWB, FAA LID: OWB) este un aeroport din Kentucky, Statele Unite ale Americii ce deservește zona Owensboro⁠(d). Aeroportul a fost tranzitat în 2019 de 37.230 de pasageri. A fost numit după zona deservită.
Situat la o altitudine de 124 m, aeroportul dispune de 2 piste.

## Infrastructură

### Piste
Aeroportul dispune de 2 piste. Pista 06/24 are dimensiunile 5.000 picioare × 100 picioare. Pista 18/36 are suprafața de beton și dimensiunile 8.000 picioare × 150 picioare. 